# Hirriusa variegata
Hirriusa variegata är en spindelart som först beskrevs av Simon 1895.  Hirriusa variegata ingår i släktet Hirriusa och familjen snabblöparspindlar. Inga underarter finns listade i Catalogue of Life.